# آرشي وايت
آرشي وايت (بالإنجليزية: Archie Whyte)‏ (17 يوليو 1919 في المملكة المتحدة - 1973) هو لاعب كرة قدم بريطاني (وحمل سابقاً جنسية المملكة المتحدة لبريطانيا العظمى وأيرلندا) في مركز قلب الدفاع. لعب مع أولدهام أثلتيك ونادي بارنسلي وArmadale Thistle F.C. ‏.